# Mihail Muntean
Mihail Muntean (în rusă Михаил Мунтян;  n. 30 iulie 1938, Lipcani, România – d. 10 martie 2021) a fost un profesor și doctor în științe istorice din Rusia. Este un membru al Academiei Internaționale de Informatizare. Începând cu anul 2010 a fost redactor-șef al revistei „Buletinul Universității-MGIMO”. A deținut titlul de „Lucrător onorific al învățământului profesional superior al Federației Ruse”.
S-a născut în târgul Lipcani (acum oraș din raionul Briceni, Republica Moldova) din județul Hotin, România interbelică. A absolvit Facultatea de Istorie a Universității din Cernăuți. În 1963 a intrat la școala absolventă a Institutului de Istorie a Academiei de Științe a URSS. Și-a susținut disertația în 1966, iar teza de doctorat în 1980. Din 1966 până în 1974 a ocupat funcții științifice la acest institut, apoi, până în 1975, a fost cercetător principal la Institutul de Economie al Sistemului Socialist Mondial (IEMSS) din Academia de Științe a URSS (acum Institutul de Economie al Academiei de Științe din Rusia). Din 1975 până în 1981 a lucrat la Ambasada URSS în România ca prim secretar. Din 1981 a fost în funcțiile de șef de sector, departament, director adjunct, profesor al unui număr de instituții de cercetare și de învățământ. A fost autor a peste 300 de lucrări publicate, dintre care peste 30 sunt monografii, manuale și mijloace didactice.